# Mark W. Clark
Mark Wayne Clark (1. května 1896, New York, New York, USA - 17. dubna 1984, Charleston, Jižní Karolína) byl americký generál, absolvent vojenské akademie ve West Pointu, známý především svoji účastí ve druhé světové válce ve Středomoří, zejména v bojích o Itálii.

## Životopis
Během první světové války bojoval krátce ve Francii, než byl v srpnu 1917 raněn ve Vogézách. Zbytek války poté strávil ve štábních funkcích.
Během druhé světové války se v roce 1942 stal vrchním velitelem amerických sil v Evropě a podílel se na Operaci Torch i na Tuniském tažení. V lednu 1943 byl na vlastní naléhání jmenován velitelem americké 5. armády v jejímž čele zůstal až do prosince 1944. Generál Clark bývá obviňován za problémy při vylodění u Salerna i za neúspěch vylodění u Anzia. Nakonec se jeho armádě podařilo dobýt Řím - i když právě při dobytí Říma měl Clark neuposlechnout rozkaz svého nadřízeného Harolda Alexandra a místo pronásledování ustupujících Němců vyrazit na Řím, jen aby ho získal dříve než Britové. V prosinci 1944 vystřídal maršála Alexandera ve funkci velitele 18. skupiny armád v Itálii.
Po válce byl v letech 1945 - 1947 americkým vrchním komisařem pro Rakousko. Po návratu do vlasti velel 6. armádě.
12. května 1952 převzal velení nad jednotkami OSN v korejské válce od generála Matthewa Ridgwaye a 27. července 1953 podepsal příměří se Severní Koreou.
Po skončení aktivní služby v letech 1954 - 1966 působil jako prezident Citadel military academy v Charlestonu, a od roku 1969 do 1984 jako prezident American Battle Monuments Commission.
Zemřel 17. dubna 1984 v Charlestonu v Jižní Karolíně.

## Memoáry
- Calculated Risk (1950)
- From the Danube to the Yalu (1954)